# Nicolas de Croixmare
Nicolas de Croixmare, sieur de Lasson, né le 2 mars 1629 à Rouen et mort à Caen le 2 juin 1680, est un savant écrivain, mathématicien et chimiste français du XVIIe siècle.
Nicolas de Croixmare avait reçu de la nature les plus heureuses aptitudes pour l’étude de toute espèce de sciences. Il cultiva les lettres en vers et en prose avec beaucoup d'agrément et de facilité et devint savant en mathématiques, physique et chimie, mais cette grande diversité de connaissances l’empêcha d’en approfondir aucune.
S’intéressant à la fusion des métaux et aux alliages, il étudiait la chimie, mais en cachette, car cette discipline, qui comptait plus de chercheurs de la pierre philosophale que de simples chimistes, était encore imprégnée par l'ésotérisme de la cabale. Aussi, cette science, poursuivie comme une branche de la magie, s’entourait du plus grand mystère.
Il parvint à fondre un miroir métallique concave, le plus grand qui ait été vu en France à cette époque.
Nicolas de Croixmare était également l’un des amateurs de peinture les plus passionnés de son temps, mais une timidité excessive, qui l’éloignait du monde, rendit ses talents inutiles tant pour sa fortune que sa réputation.